# Basia A'Hern
Basia A'Hern, född 7 december 1989 i Bristol, är en australisk skådespelare. Hon är känd för sina roller i tv-serier som Pyjamasklubben, McLeods döttrar, Out of the Blue, Don't Blame the Koalas och Double Trouble.